# 卡斯蒂列哈德拉库埃斯塔
卡斯蒂列哈德拉库埃斯塔，是西班牙安达卢西亚自治区塞维利亚省的一个市镇。 总面积2平方公里，总人口16245人（2001年），人口密度8123人/平方公里。